# Lepidostoma deceptivum
Lepidostoma deceptivum är en nattsländeart som först beskrevs av Banks 1907.  Lepidostoma deceptivum ingår i släktet Lepidostoma och familjen kantrörsnattsländor. Inga underarter finns listade i Catalogue of Life.